# Chuangwang (köpinghuvudort i Kina, Hubei Sheng, lat 29,50, long 114,62)
Chuangwang (kinesiska: 闯王) är en köpinghuvudort i Kina. Den ligger i provinsen Hubei, i den centrala delen av landet, omkring 130 kilometer söder om provinshuvudstaden Wuhan. Antalet invånare är 14 904. Befolkningen består av 7 064 kvinnor och 7 840 män. Barn under 15 år utgör 19,0 %, vuxna 15-64 år 72 %, och äldre över 65 år 7,0 %.
Runt Chuangwang är det ganska tätbefolkat, med 93 invånare per kvadratkilometer. Närmaste större samhälle är Jiugongshan, 6,5 km öster om Chuangwang. I omgivningarna runt Chuangwang växer i huvudsak blandskog.
Genomsnittlig årsnederbörd är 2 238 millimeter. Den regnigaste månaden är maj, med i genomsnitt 386 mm nederbörd, och den torraste är januari, med 46 mm nederbörd.